# Château de Resteigne
Le château de Resteigne est situé à Resteigne (section de la commune de Tellin) en province belge de Luxembourg. Il fut occupé au XIXe siècle par l'ermite et philosophe Edmond d’Hoffschmidt.